# Liste der Monuments historiques in Lésigny (Seine-et-Marne)
Die Liste der Monuments historiques in Lésigny (Seine-et-Marne) führt die Monuments historiques in der französischen Gemeinde Lésigny auf.

## Liste der Bauwerke
| Bezeichnung   | Beschreibung | Standort | Kennzeichnung | Schutzstatus | Datum | Bild           |
| ------------- | ------------ | -------- | ------------- | ------------ | ----- | -------------- |
| Kirche St-Yon |              | (Lage)   | PA00087058    | Classé       | 1908  | weitere Bilder |

## Liste der Objekte
Zum Verständnis siehe: Kirchenausstattung
- Monuments historiques (Objekte) in Lésigny (Seine-et-Marne) in der Base Palissy des französischen Kultusministeriums